# 勝ち抜きエレキ合戦
『勝ち抜きエレキ合戦』（かちぬきエレキがっせん）は、1965年6月23日から1966年9月28日までフジテレビ系列局の一部で放送されていたフジテレビ制作の音楽番組である。佐藤製薬の一社提供で、同社の名を冠した『サトウ 勝ち抜きエレキ合戦』が正式名称になっている。

## 概要
毎回5組のバンドが出場していたオーディション形式の番組。彼らの演奏に対して5人の審査員たちが50点満点で採点し（審査員の持ち点は1人につき10点）、点数の最も高かったバンドがチャンピオンになるという方式で行われていた。4週連続勝ち抜きを達成したバンドはグランドチャンピオンに認定された。歴代グランドチャンピオンが一堂に会するグランドチャンピオン大会も行われた。司会は、前番組『歌う青春カーニバル』からの継続出演者である鈴木やすし（後の鈴木ヤスシ）が務めていた。司会アシスタントはジュディ・オング。

## 放送時間
いずれも日本標準時。
- 水曜 19:00 - 19:30 （1965年6月23日 - 1965年8月25日）
- 水曜 19:30 - 20:00 （1965年9月1日 - 1966年9月28日）

## 出場者
- 第一回チャンピオンはThe Dimensions（シー・ユー・チェン、植田芳暁らで結成されていた）だった。他にブルー・サウンズなどがグランドチャンピオンを獲得した。
- 後に俳優に転向した安岡力也も、シャープ・ホークスのメンバーとしてレギュラー出演していた。
- 1966年3月と7月にはザ・ベンチャーズがゲスト出演、3月30日は三鷹市公会堂での特別プログラムで一般の出場者は無し、「ドライヴィング･ギター」「ウォーク・ドント・ラン’64」「ナポレオンソロ」「君といつまでも」「キャラバン」を演奏した。4月6日は「蜜の味」を演奏した。7月は大磯ロングビーチでの特別プログラムで一般の出場者は無し、「蜜の味」「バットマン」「秘密諜報員」「二人の銀座」「キャラバン」を演奏した。

## 審査員
- 寺内タケシ
- 湯川れい子
- 福田一郎
- ほか、毎回ゲスト審査員が参加。

## 備考
1988年3月31日放送の『フジテレビ30年史』で行われた「集まれ！フジっ子NO.1クイズ／逆転早押し番組名当てクイズ」で、1966年1月1日放送の『新春かくし芸大会』のVTR（寺内タケシとブルージーンズのリズムに乗って尾藤イサオと内田裕也がモンキーダンスで対決する場面）を見た片岡鶴太郎が「勝ち抜きエレキ合戦」と答えたことがある。